# 센게 구니마로
센게 구니마로(千家国麿)는 이즈모 대사의 권궁사이다. 시마네현 이즈모시 출신. 센게 노리코의 남편이자 노리히토 친왕비 히사코의 사위이다.